# Chorégies d’Orange
Оперный фестиваль «Хорегии Оранжа» (фр. Chorégies d’Orange) — музыкальный фестиваль в Оранже, который проводится во второй половине июля — первой половине августа на сцене Античного театра. Является старейшим фестивалем Франции.

## История
В 1869 году на сцене театра прошли так называемые «Римские празднества», в рамках которых прозвучала посвященная древним римлянам кантата «Триумфаторы» и опера «Иосиф» первого французского композитора-романтика Этьена Меюля (1763—1817).
С 1902 года в Оранже стал ежегодно проводиться театральный фестиваль «Хорегии» (Chorégies), греческое название которого отсылало к традициям античного, греко-римского театра. Классический репертуар «Хорегий» привлекал самых известных представителей французской театральной сцены: в 1903 году Сара Бернар предстала на подмостках Античного театра Оранжа в роли Федры.
С 1969 года все драматические постановки были перенесены на сцену Авиньонского фестиваля, а фестиваль в Оранже стал исключительно музыкальным.
С 1971 года в Оранже проводится фестиваль под названием «Новые Хорегии» (Nouvelles Chorégies), который с самого начала снискал мировую славу. В разное время в фестивале принимали участие Пласидо Доминго, Барбара Хендрикс, Монсеррат Кабалье, Руджеро Раймонди, Ферруччо Фурланетто и другие известные оперные исполнители. Постановки знаменитых оперных произведений осуществляются с большим размахом, благодаря чему в Оранж стекаются тысячи зрителей (театр может вместить не менее 8600 человек).